# Misál Stražovcův
Misál Stražovcův je misál pocházející z 2. čtvrtiny 14. století z knihovny cisterciáckého kláštera ve Vyšším Brodě.
Desky jsou dřevěné, potažené jelenicí s rýsovanými kosočtverci a s mosazným kováním z konce 15. století. Písmo, které se v misálu používá je gotická minuskula pol. 14. století a filigránová dekorace je inspirována francouzskými liturgickými knihami od pražského biskupa Jana z Dražic. Ten využil svého nedobrovolného pobytu u papežského dvora v Avignonu a obohatil tak české iluminační umění o nové vzory, které zde byly opisovány a převedeny do nové české filigránské podoby nakombinované s pozůstatky vlivu doby románské. Misál obsahoval také kánonový obraz s Ukřižovaným ze staršího rukopisu. Tento Ukřižovaný je nezvěstný, stal se jednou z mnoha obětí nacistické okupace.